# Törökkút-forrás (Solymár)
A Törökkút-forrás egy foglalt karsztforrás Pest vármegyében, Solymár belterületén, a Budai-hegység északi részén található Zsíros-hegy hegytömbjének keleti lejtőjén. Régen hosszú időn keresztül e forrás látta el ivóvízzel a településen élőket, foglalása és vizének kiépített vezetéken történő elvezetése biztosan több évszázados múltra tekint vissza; a helyi hagyomány (mint az a nevéből is látszik) török eredetűnek tartja, de egyes kutatók nem zárják ki a római eredetét sem. A forrás látogatható, de megközelítési útvonala kiépítetlen és elhanyagolt.

## Fekvése
A Törökkút-forrás a Zsíros-hegy tömbjének vízmosásokkal sűrűn tagolt keleti lejtőjén fakad, két kisebb vízmosás találkozási pontjánál. Bár az eredeti terepviszonyok a beépítések és tereprendezések miatt már nem mindenütt ismerhetők fel egyértelműen, az azért a helyszínen is megállapítható, hogy az egyik völgy a Kerek-hegy északi lejtőjén lefolyó, míg a másik a Zsíros-hegy legkeletibb részeire hulló csapadékvizeket vezeti le. A forrás építményei e két völgy találkozásától néhány méterre találhatók.

## Leírása
A forrás karsztforrás, amelynek vízszintje egy karsztjárat vízszintjéhez igazodik. A foglalásánál egy összetett, több elemből álló, részben föld alatti építményegyüttest létesítettek a múltban. Ennek a folyásirány felőli első egysége egy több négyzetméteres alapterületű, kupolaszerű, föld alatti, boltozatos építmény – feltevések szerint római eredetű forráskápolna –, melyet a német nemzetiségű település lakói Brunnenstube (~kútszoba) néven neveztek. Ennek közepén egy négyszögletes kávával körülvett kút látható, amelynek mélysége nem ismert. Az építmény padlószintje lehetett a keletkezésének idején az eredeti terepfelszín. A Brunnenstube helyét a felszínen egy, a föld alatti építmény boltozatára később ráépített, fém fedlappal lezárt kútgyűrű jelzi; ezt valószínűleg az 1930-as években építették a forrás tisztításának lehetővé tétele céljából. Itt a vízszint a jelenlegi terepfelszíntől kb. 6 méterre helyezkedik el.
Az előbbi építménytől egy néhány méteres, boltozott – betonfalú, tégla záróívű –, fordított csepp keresztmetszetű alagúton halad tovább a víz egy következő, már a felszínen álló kibúvó építményig, egy téglaépítésű forrásházig, amelynek belsejében néhány fém létrafokon lemászva lehet lejutni az előbbi építményekbe. Itt az alagutat egy elfalazás zárja le, de az alatt a víz továbbfolyik. Az alagút és annak kibúvó építménye is az 1930-as években épült. Feltehetőleg ugyanakkor épült az alagút másik, a forrásterem felőli végén is egy elfalazás, de ezt később kibontották. Itt a vízszint a mai terepfelszínhez képest már csak 1,5-2 méter mélységben található.
Az utóbbi építményt elhagyva a forrás vize nem messze, egy túlfolyó csövön érkezik a szabadba, innentől a völgy két oldalán a mélybe lenyúló magántelkek alsó végei közt csörgedezve folyik le a falu irányába, meglehetősen elhanyagolt, nehezen bejárható, és sajnálatosan gyakran igen szemetes környezetben. Kevéssel arrébb még egy építményt találhatunk, ami a forrásfoglalás építményegyütteséhez tartozik: észak felől az egyik magántelek alsó végén tömör betonépítmény látható, amely egy 50 köbméteres medencét rejt magában; ezt a medencét még a települést Szentendre felől ellátó vízvezeték-hálózat kiépítése előtt, az 1950-es években létesítették azzal a céllal, hogy abban lehessen a forrás éjszaka termelődő vizét másnapig eltárolni.

## Elhelyezkedése
A forrás Solymáron a Meredek utca, az Átjáró utca, az utóbbiból kiágazó Forrás utca és a Panoráma utca által közrefogott völgyben található, Solymár főterétől mintegy 20-30 perces sétával közelíthető meg. Kiépített megközelítési útvonala nincs, legegyszerűbben az Átjáró utca felől érhető el, ahol az utca keleti oldalának egyetlen beépítetlen telkén kell elindulni a településközpont irányába. Az utcán még üresen álló építési teleknek látszó ingatlanrészről már néhány méter megtétele után felismerhető, hogy egy egykori vízmosás ingatlana, és folyásirány szerint pár percnyi előrehaladás után elérünk egy jobb kéz felé becsatlakozó völgyet; a forrás építményei innen már láthatók és pár lépéssel elérhetők.
Egy másik lehetséges megközelítési útvonal a Forrás utca felől kínálkozik, ahol viszont egy igen meredek lejtőt is le kell küzdeni. Más irányból a forrást nem lehet megközelíteni, annál is kevésbé, mert a forráskifolyás után néhány tíz méterrel a keletkezett csermely mindkét oldalról kerítésekkel elzárt magánterületekre folyik; arra tehát nincs lehetőség, hogy a vízfolyás alsóbb részeitől felfelé haladva jussunk el a forrásig.
A forrásból kifolyó víz eleinte a Meredek utca és a Panoráma utca, kicsit lejjebbi szakaszán a Törökkút utca és az Erdő utca közötti völgyben halad, majd kiér a Törökkút utca közelébe, ahol mesterséges kialakítású, föld alatti mederbe terelték. A Törökkút utca 21. számtól kezdve a csermely vize az utca alatti rejtett árokban halad, majd az utca végétől további mintegy 3-400 méteren keresztül a Hősök utca alatti, ugyancsak útburkolat alá rejtett nyomvonalon folyik tovább. A Hősök utca egy kanyarját követően a patak kilép a szabad ég alá, az ezt követő mintegy 500 méteres szakaszának régi helyi neve Újvilág-árok, amely a községen átvezető 1107-es út keresztezését követően egyesül a Perágovics-árok nevű vízfolyással, ennek vize pedig további mintegy 400 méter után, a solymári községháza közelében a Káposztás-patakba torkollik.

## Története, kutatása
A Törökkút-forrás vizét már a község római kori lakói is hasznosították, a falu területén több helyen előkerültek olyan égetett agyagcsövek (U alakú és lefedett égetett agyagtéglák), amelyek az itteni vizet a római kori solymári telep irányába vezették. Szintén római eredetűnek gyanítják a felszíni kútgyűrű alatt, a mélyben található építményt, amely valószínűsíthetően egy forráskápolna lehetett, és amit eredetileg minden bizonnyal az akkori terepfelszínen (a mai terepszint alatt körülbelül 6-7 méterrel) építettek. A forráskápolna római eredetét 1955-ben állítólag a Fővárosi Vízművek szakemberei is alátámasztották, megállapításaik szerint az minden vonatkozásában a római vízépítési stílusra utal. [A forrás 2009-es régészeti kutatásakor az abban részt vevő régészek nem tudták felkutatni a vízművek '50-es évekbeli szakvéleményét.] Lehetséges, hogy a forrás vizét a középkorban is hasznosították és elvezették a solymári vár felé, mert az 1930-as évek során végzett forrásfeltárásoknál többféle csővezeték nyomait találták meg.
Ismert az is, hogy Perczel József plébános 1781. október 29-én jelentést tett a megyés püspöknek arról, hogy a forrást kijavították és minden intézkedést megtettek, hogy a következő tavasszal az új templom építése megindulhasson – a templomot ugyanis annak idején az erdő közepén építették meg, s az építkezéshez elengedhetetlen volt, hogy sok víz álljon rendelkezésre. A templomépítés körüli időszakban létesülhetett az a forráskút is, a templom mellett emelt harangozóház utcai falán volt elhelyezve, és amelybe a forrás vize folyt, a kút felső részén állt Krisztus-szobor mellsebéből. [A harangozóházat és vele együtt a vízadó forrásszobrot az 1900-as években lebontották, a szobornak nyoma veszett, de a kút kagyló alakú medencéje ma is megvan, a Dr. Jablonkay István Helytörténeti Gyűjtemény udvarán.
A forrás vizének újkori, modernebb hasznosítása már 1895-ben felmerült, amikor egy Daveris nevű  olasz vállalkozó adott ajánlatot vízvezeték kivitelezésére a forrástól a faluközpontig, portlandcement csövekkel; a javaslatot a községi elöljáróság el is fogadta, de a terv mégsem valósult meg. Az 1900-as években újból felvetődött a vízvezeték építése, amire akkor a község földbirtokosa, Karátsonyi Kamilló is jelentős összeget ajánlott fel, illetve a terveket is elkészítette  a Magyar Királyi Kultúrmérnöki Hivatal, de a vezetékből ekkor sem lett semmi, mert a 17 érintett földtulajdonosnak csak alig a fele járult hozzá, hogy a vezetéket a földjükön átvezessék, így pedig a község nem kaphatta meg az építési engedélyt.
Az 1930-as évek elején újból napirendre került a vízvezeték kiépítése, amit a rossz minőségű kútvizek miatt kialakuló, sűrűn ismétlődő járványok is indokoltak. Ekkor sor került az akkoriban napi kb. 30 köbméternyi vizet adó forrás és környéke kitakarítására, majd a környező domboldalak okozta erózió megelőzésére megépítették az elfolyást biztosító alagutat, annak a ma is meglévő lejáró aknáját, és abban a vízvezeték csöveket, hogy majd arra csatlakoztatva épüljön meg a vízvezeték a Templom térig. Ennek terve elkészült, ám a kivitelezéshez államkölcsönre lett volna szükség, amit a község nem kapott meg, így a vezeték építése elmaradt, az említett fejlesztéseken túlmenően csak annyi valósult meg, hogy a Törökkút utcai patakszakaszt föld alatti betonozott árokba vezették.
A tervezett vízvezeték kiépítésére végül csak további közel két évtizeddel később, 1953-1954-ben került sor a régi tervek alapján, 80 milliméteres acél csövekkel – a forrásvíz 1954 júniusában jelent meg a vízvezetékekben –, s ebben az időben valósult meg a forrásból elfolyó víz további mederszakaszának rendezése is, a Hősök utca 81. és 33. közötti, mintegy fél kilométeres patakszakasz mély árkának befedésével. A következő évben épült a közelben, a forrástól néhány tíz méterre, az egyik Meredek utcai magántelek legalsó részén egy 50 köbméteres föld alatti medence is, amelyet azzal a céllal létesítettek, hogy az éjszaka termelődő vizet ott el lehessen tárolni másnapig. A medencét később arra is alkalmassá tették, hogy a település más vízművéből is fel lehessen oda szivattyúzni a tartalékolni kívánt éjszakai vízmennyiséget. Ez a forrásfoglalás egészen 1977-ig működött, addig az évig, amikor megtörtént a község vízhálózatának rákapcsolása a szentendrei vízműre. A forrást ezért kikapcsolták a település vízellátásából, s a vize ezt követően ismét a régi módon, az árokban folyt el a forrásműtárgyak túlfolyó csövén keresztül.
A forrás legutóbbi kutatása 2009-ben zajlott, amikor a Kulturális Örökségvédelmi Szakszolgálat munkatársai vizsgálták az itteni építményeket régészeti szempontból; a terepbejáráson részt vevő régészek nem tudták igazolni a forrásterem római eredetét, bár nem is cáfolták azt. A téglából épült, monolit betonlappal lefedett korábbi forrásház felszín feletti részét 2013-ban az önkormányzat elbontatta és beton zsalutéglákból építtette újjá azt.

## Képgaléria

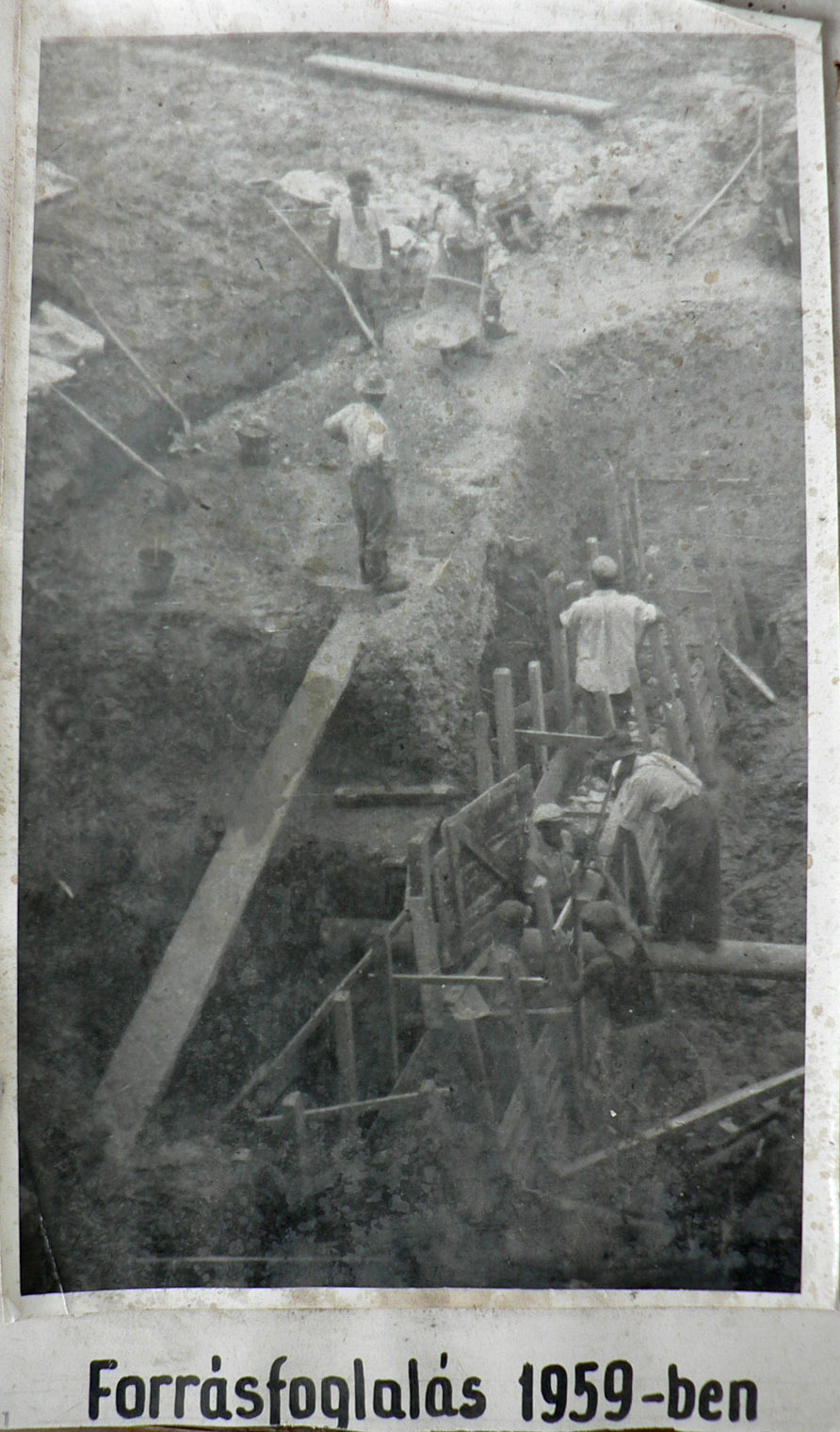
A Törökkút-forrás foglalása 1959-ben (a solymári helytörténeti múzeumban kiállított, felirattal ellátott archív fotó újrafotózva)
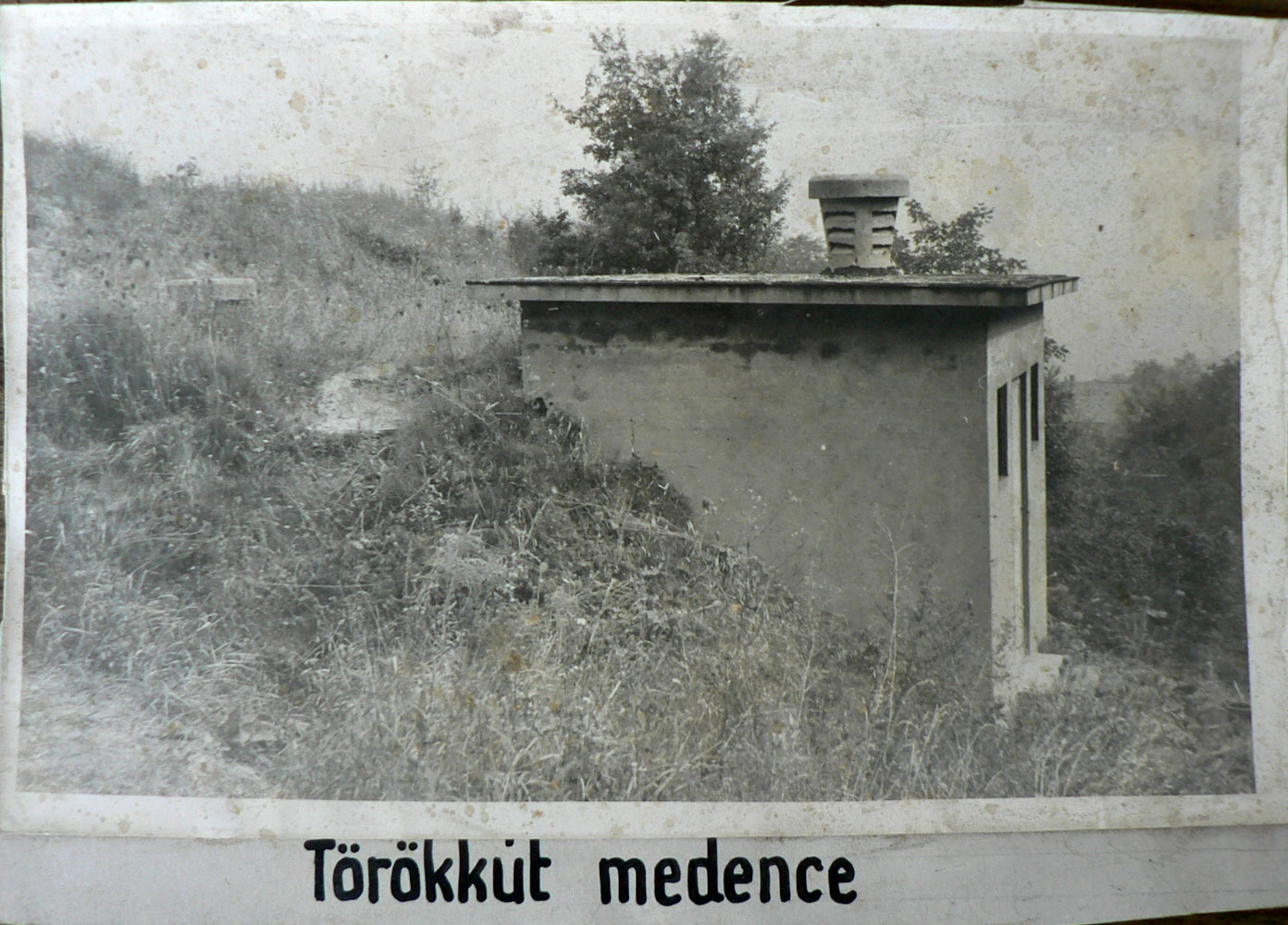
Törökkút-forrás 1954-ben épült medencéjének épülete (a solymári helytörténeti múzeumban kiállított, felirattal ellátott archív fotó újrafotózva)
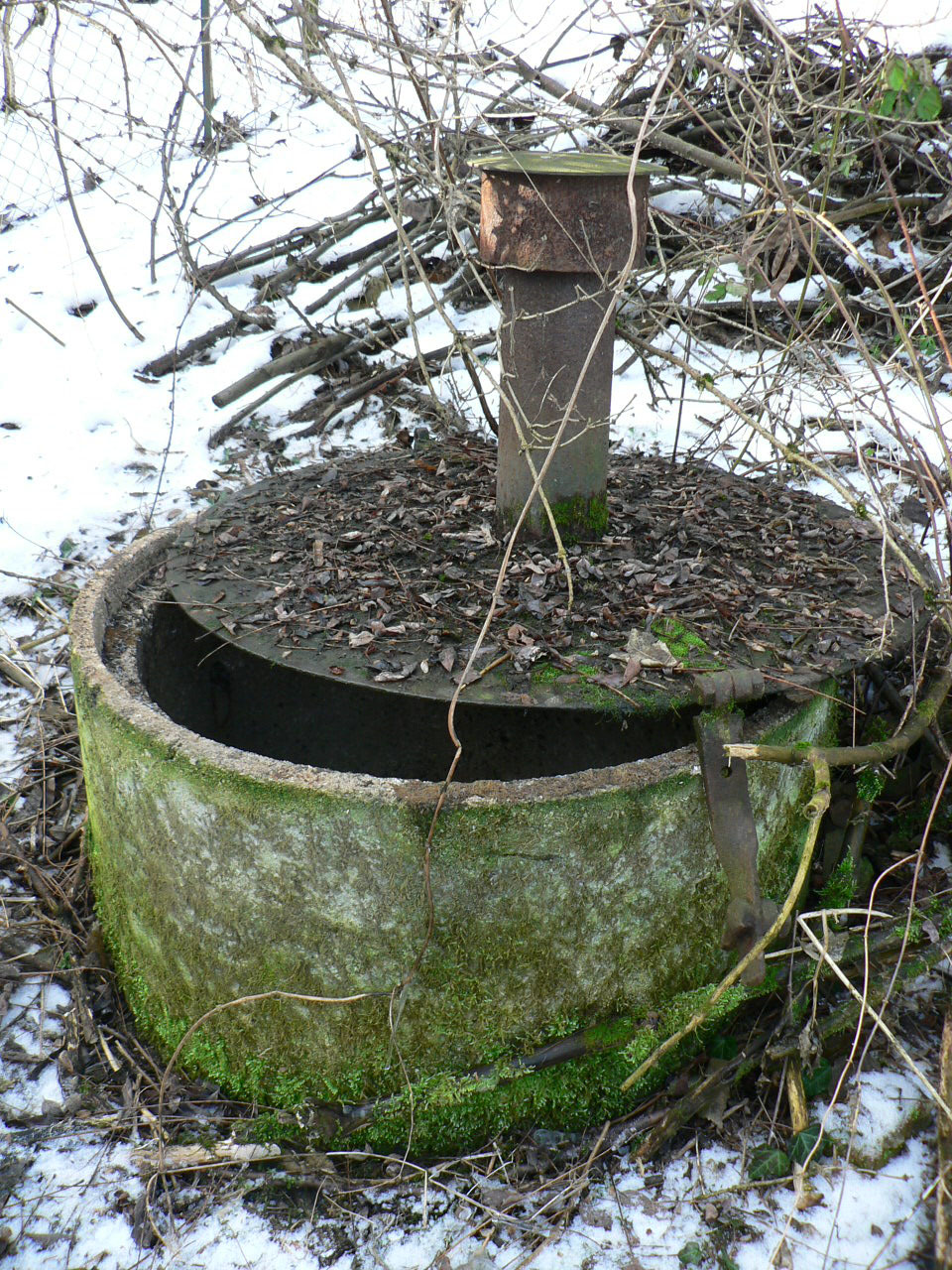
A Törökkút-forrás forráskápolnája fölötti kútgyűrű 2006-ban
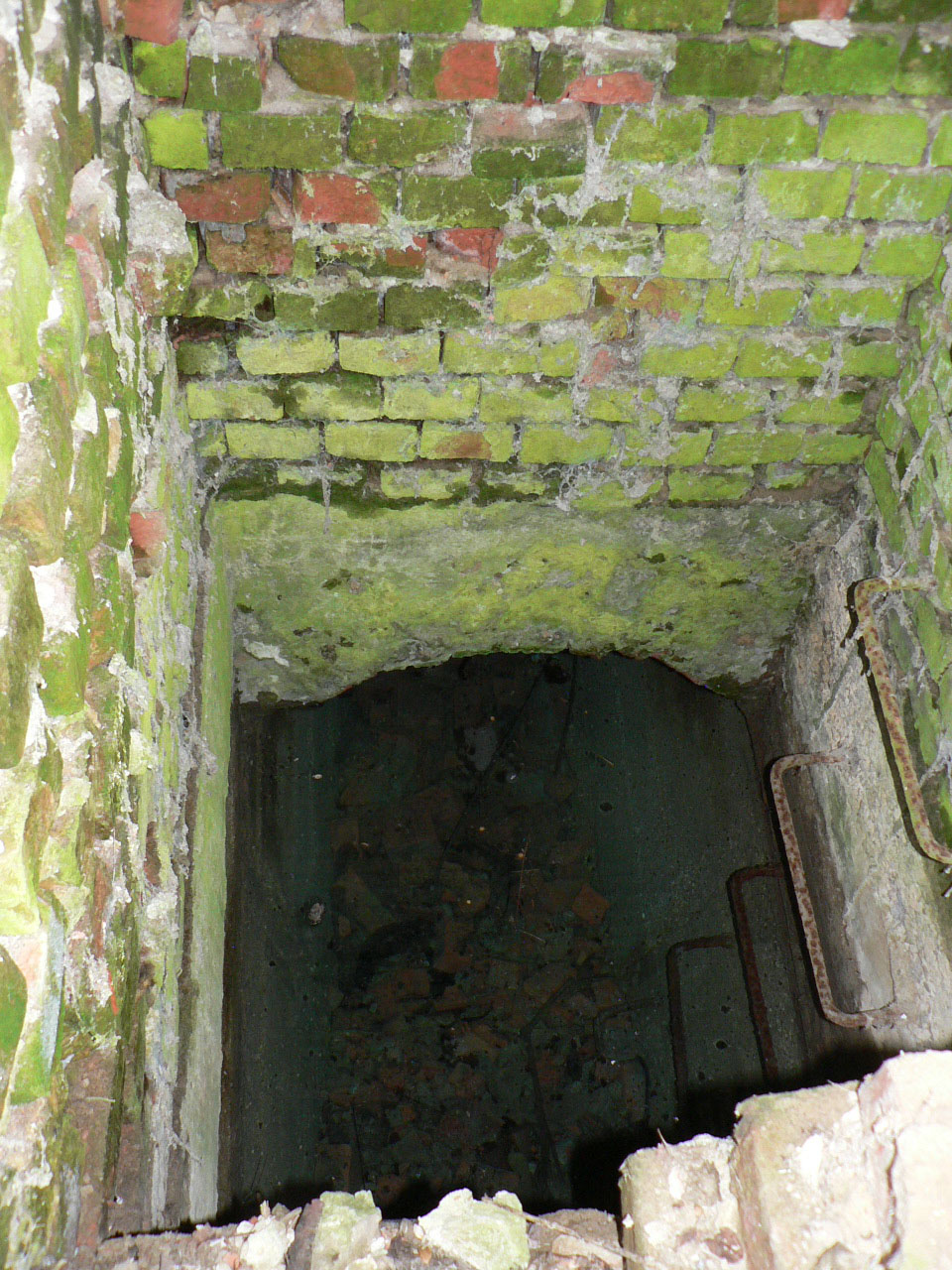
A forrásház belső tere az alagút betorkollásával 2006-ban
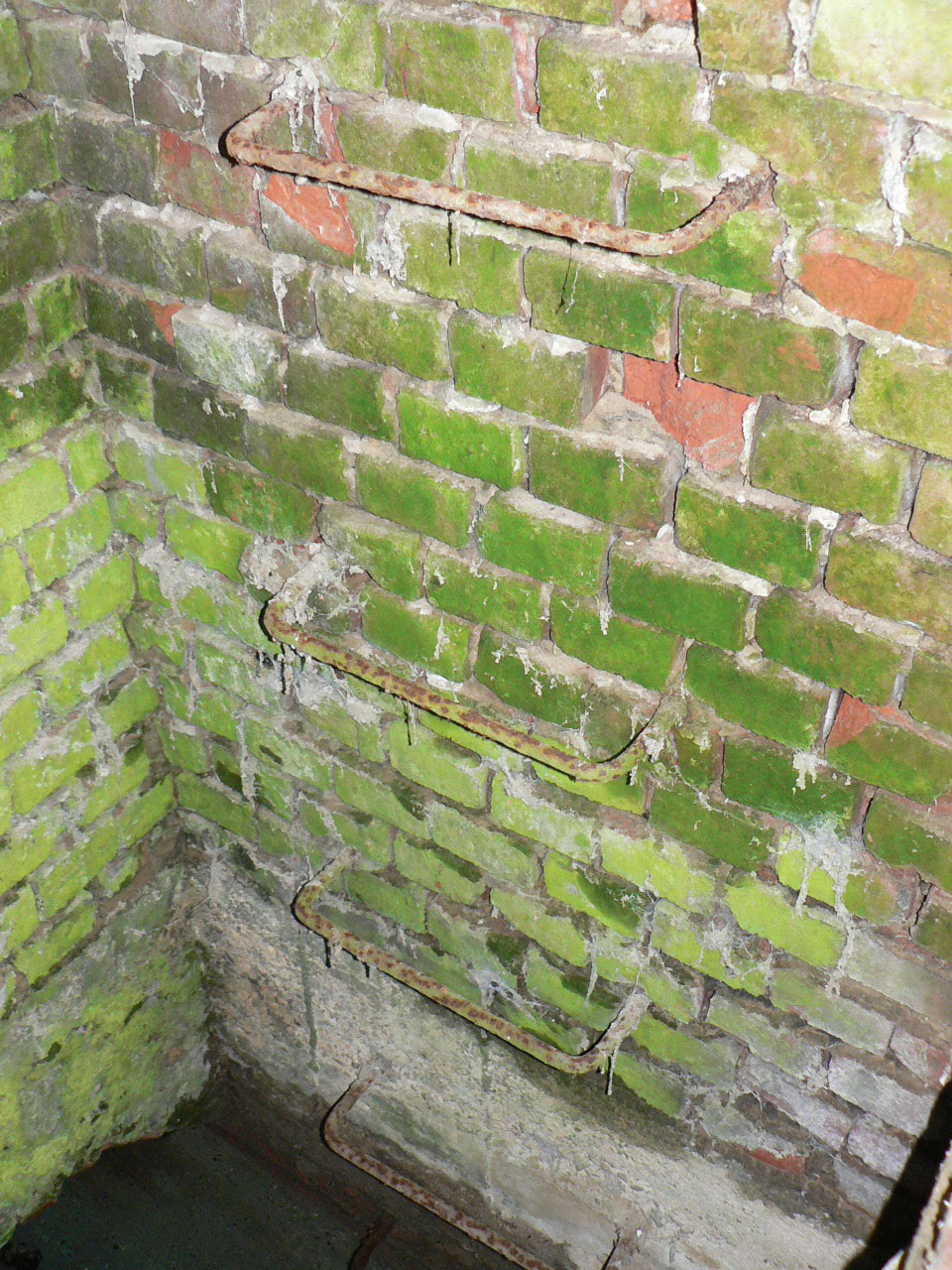
Az egykori forrásház létrája
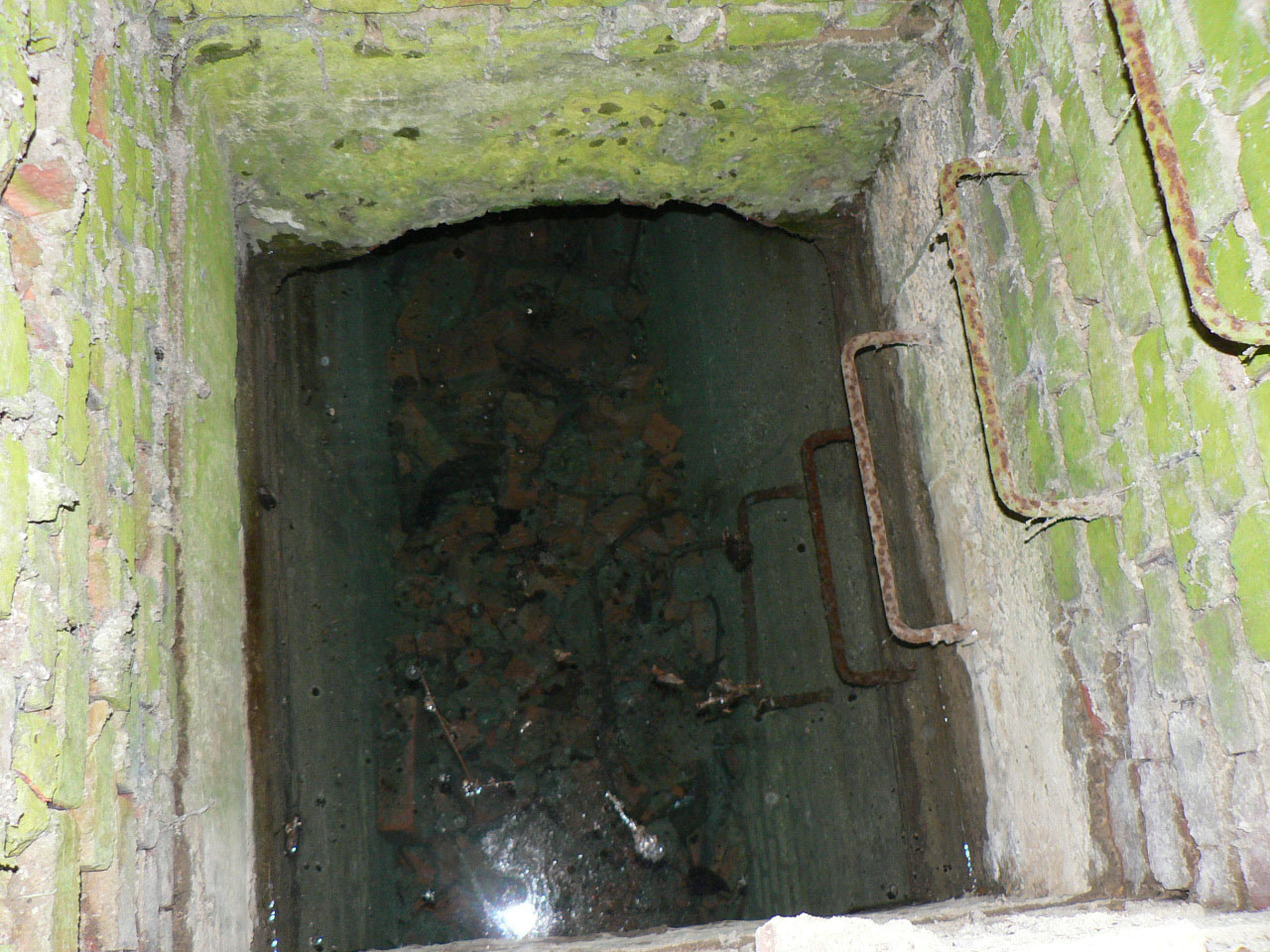
Egy lebontott elfalazás téglái hevernek szanaszét az alagútban
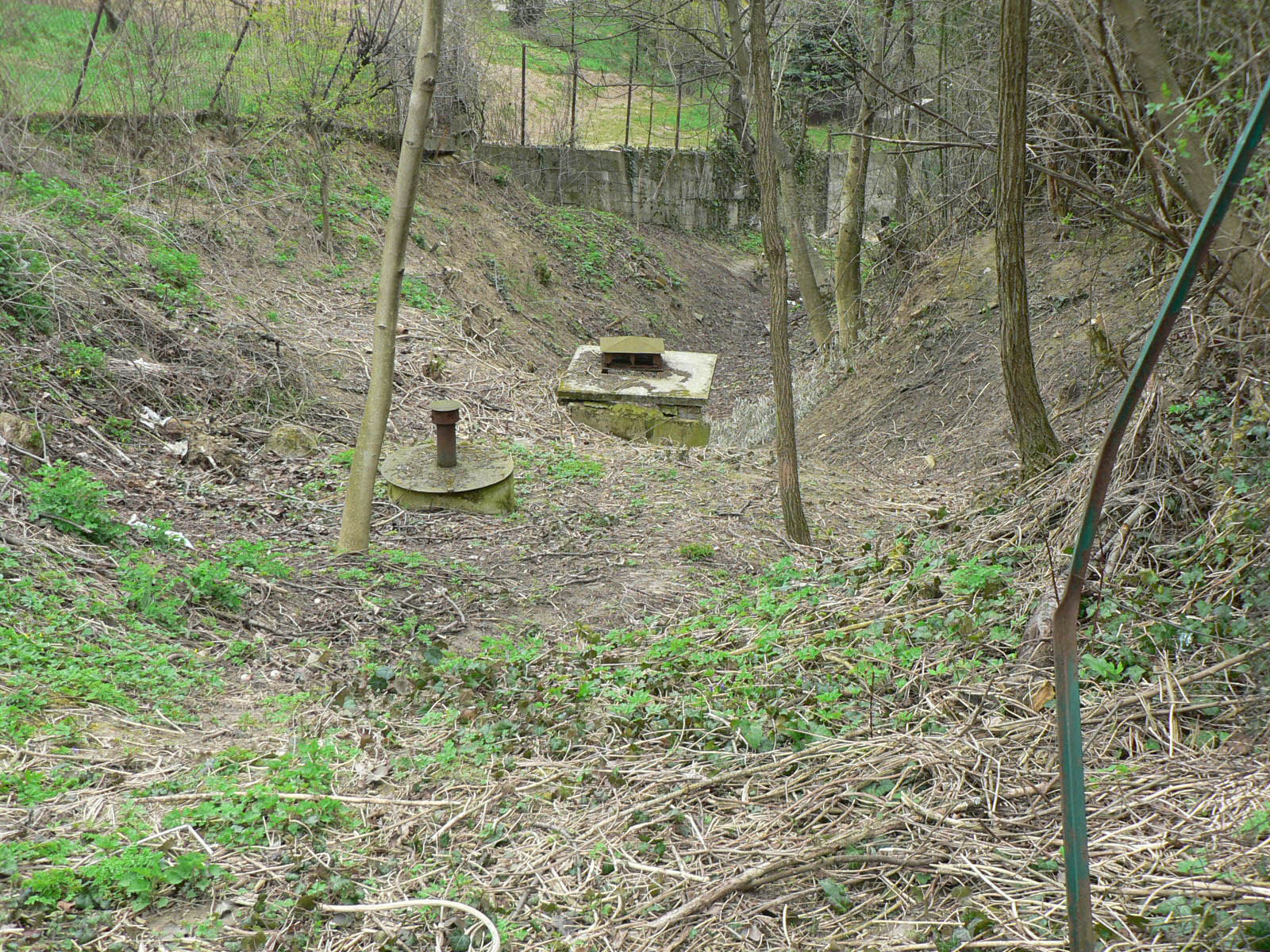
A forrás építményei 2007-ben, a terület kitisztítása után, a hegy felől nézve
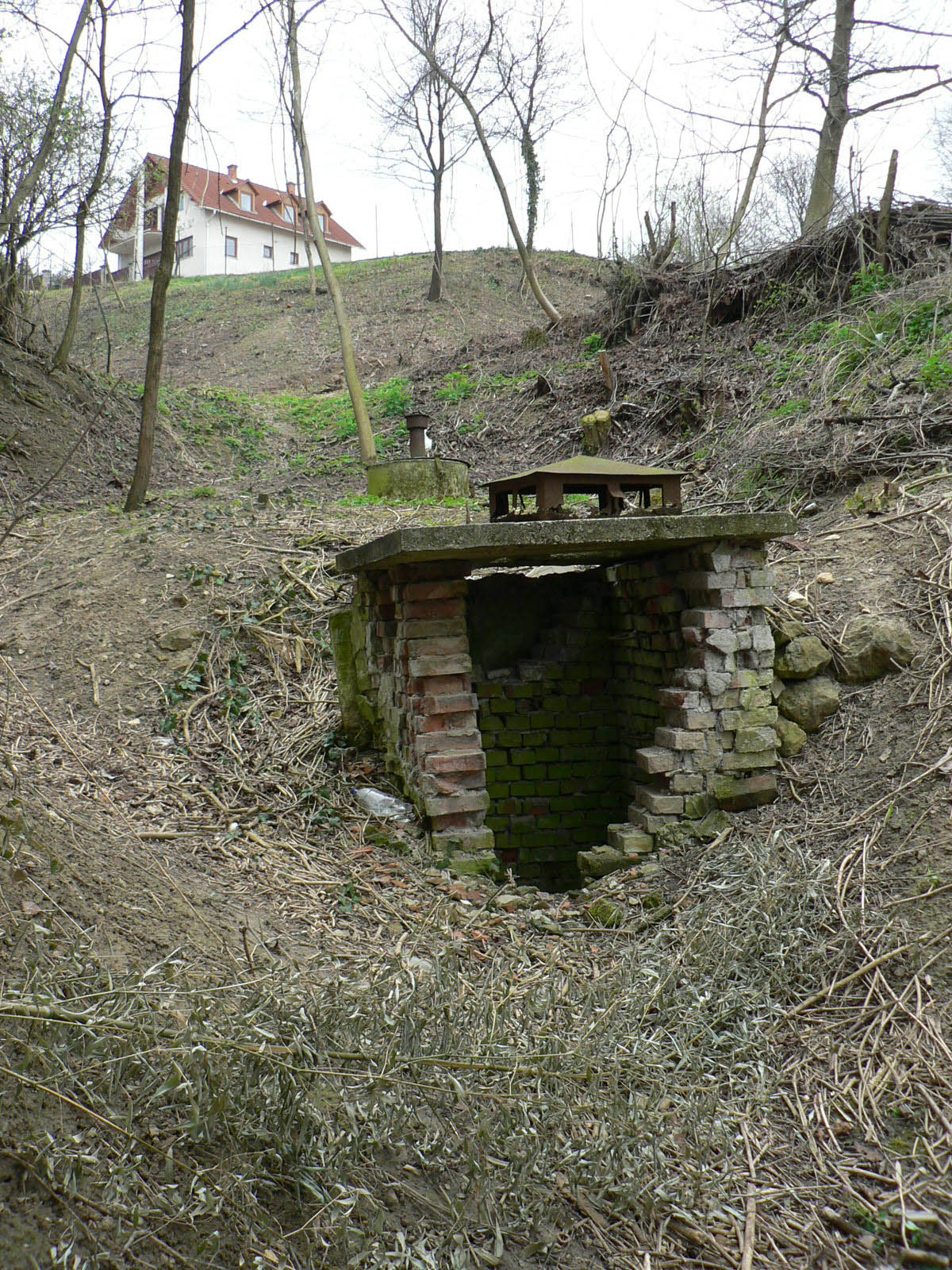
A forrásház 2007-ben, a völgy felől nézve
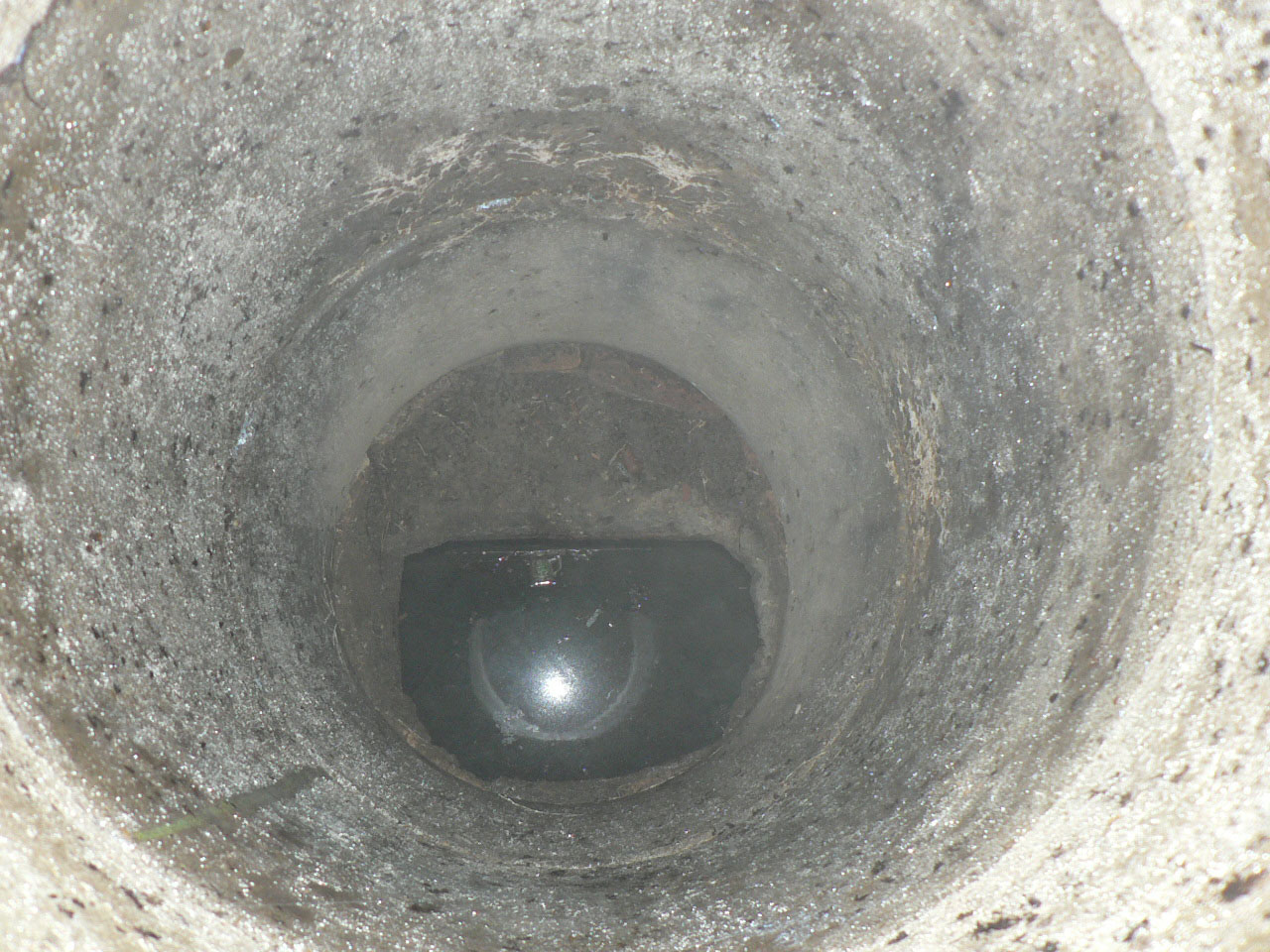
Több méter mélységben csillog a víz a forrásteremben, a kútgyűrűk alatt
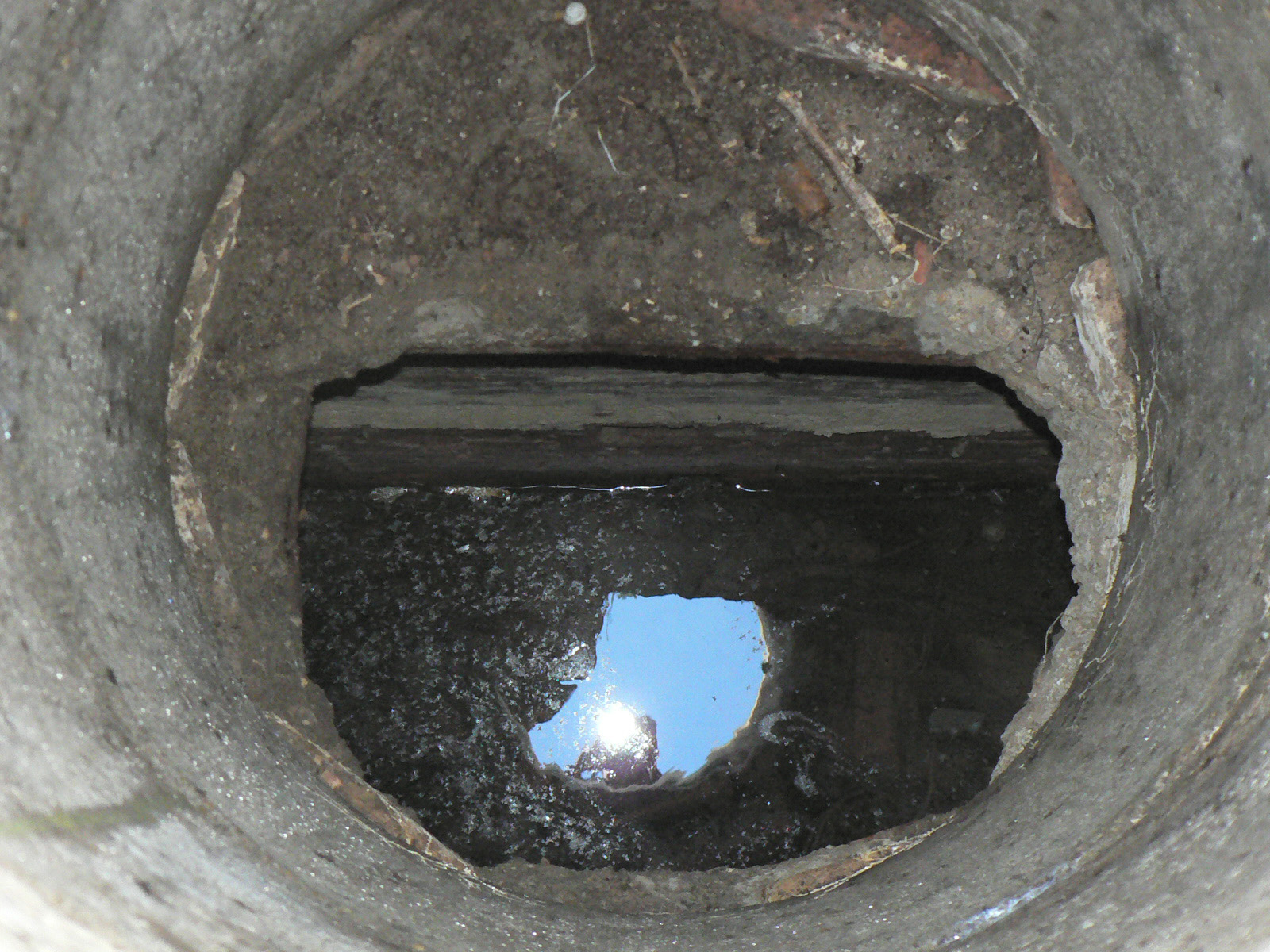
Ugyanaz kedvezőbb fényviszonyok között
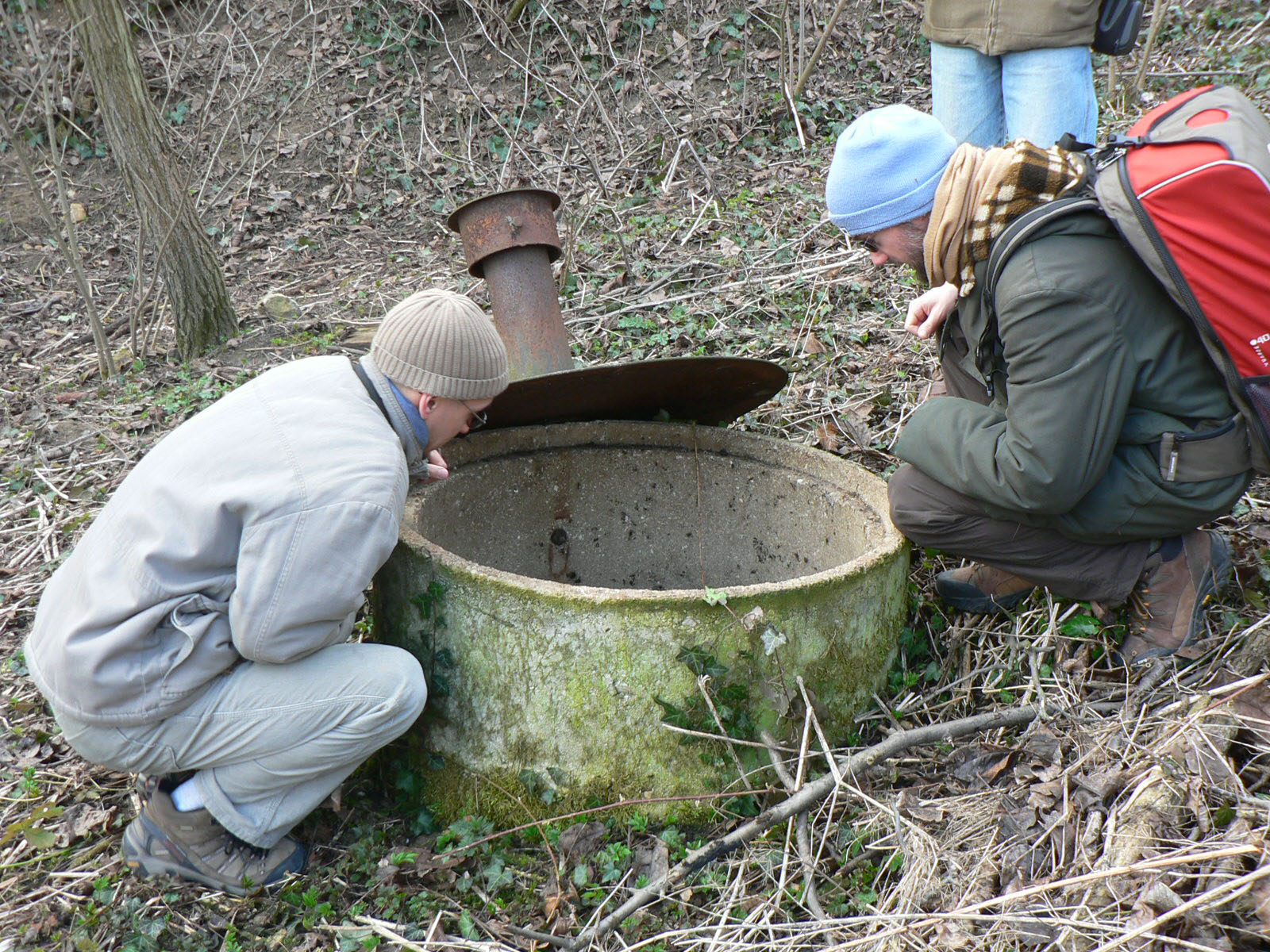
Régészek vizsgálják a forrásterem fölötti kútgyűrűt
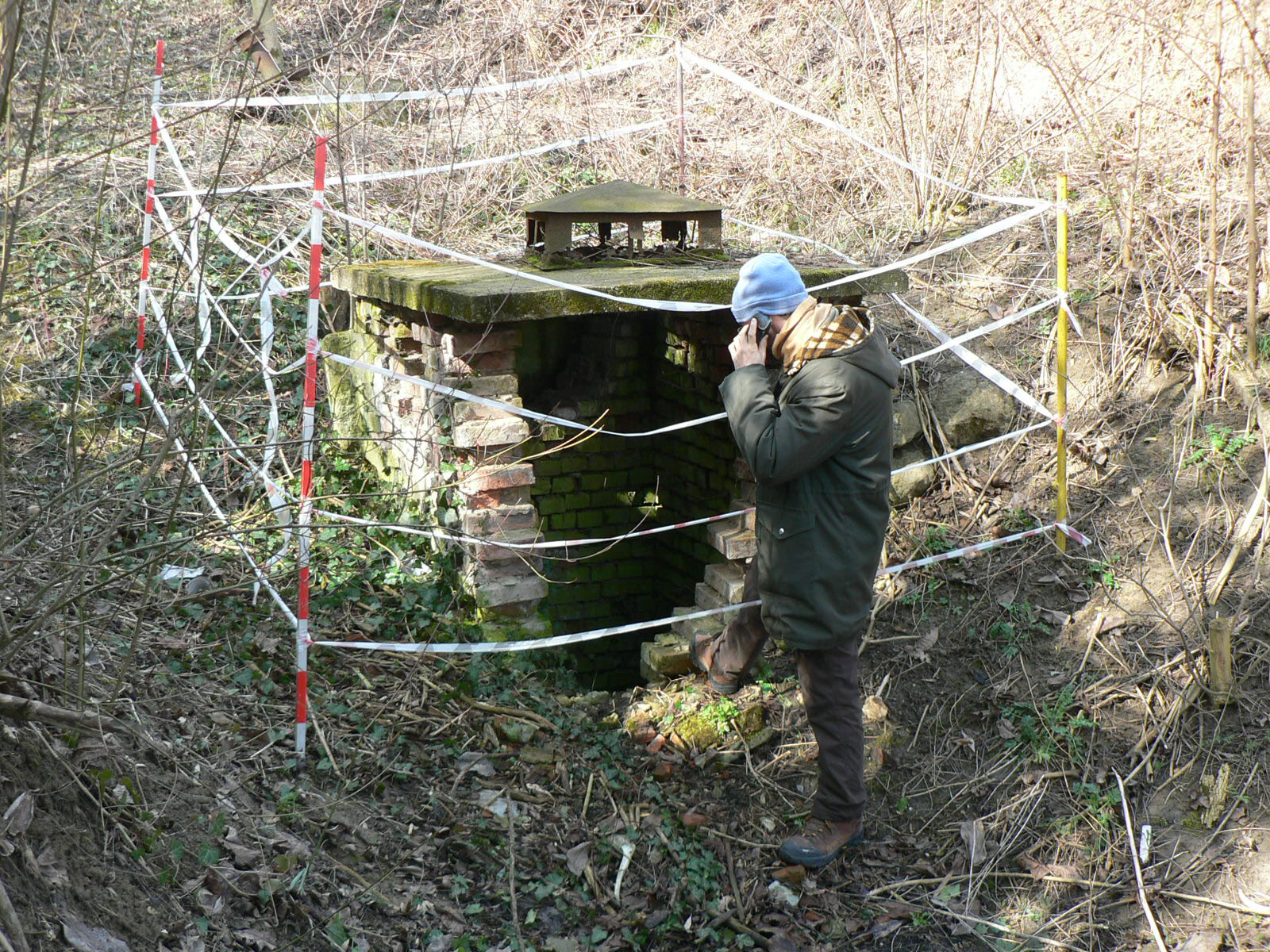
A lebúvó épület állapota 2009-ben
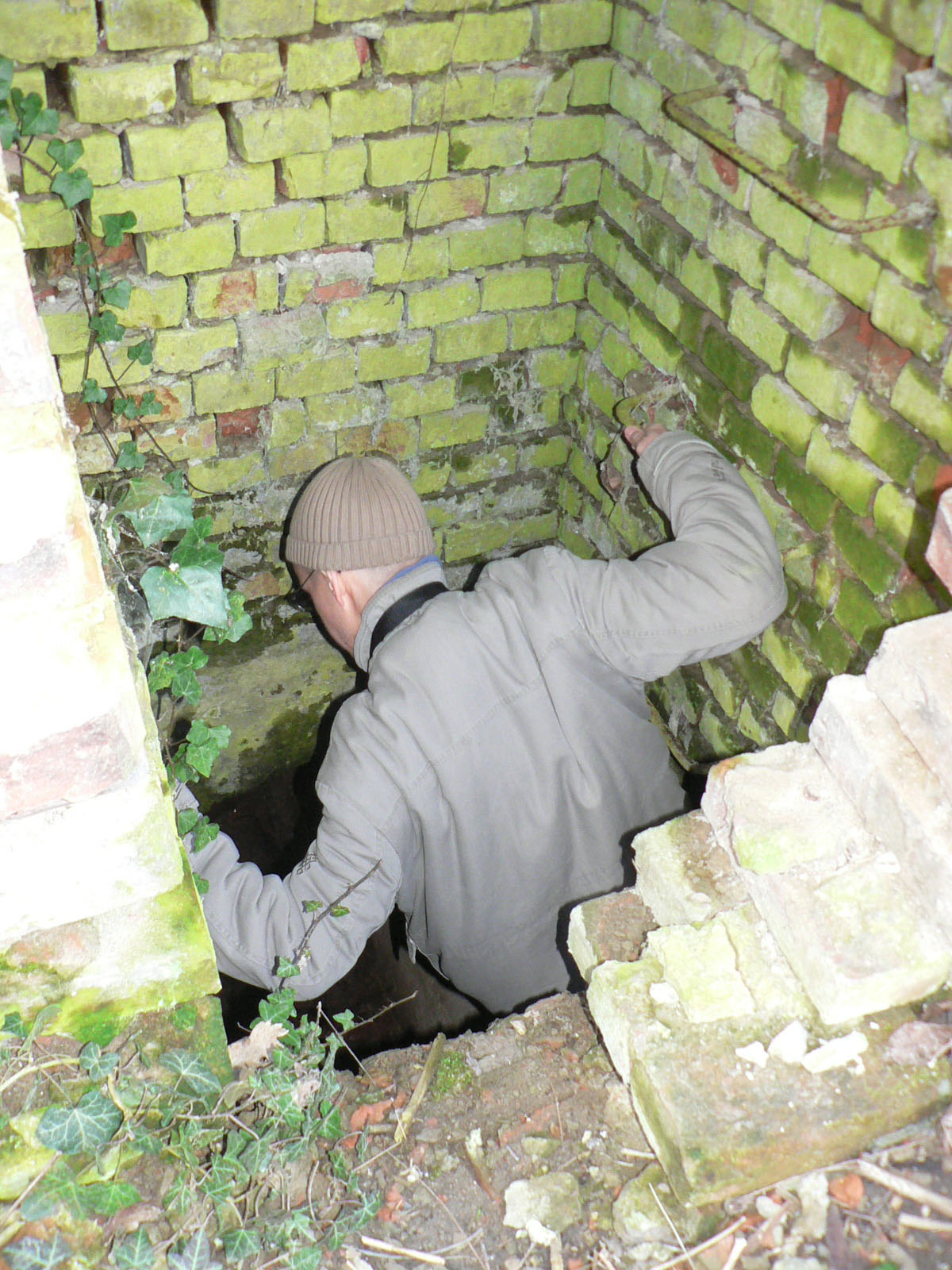
Használatban a forrás régi lebúvója
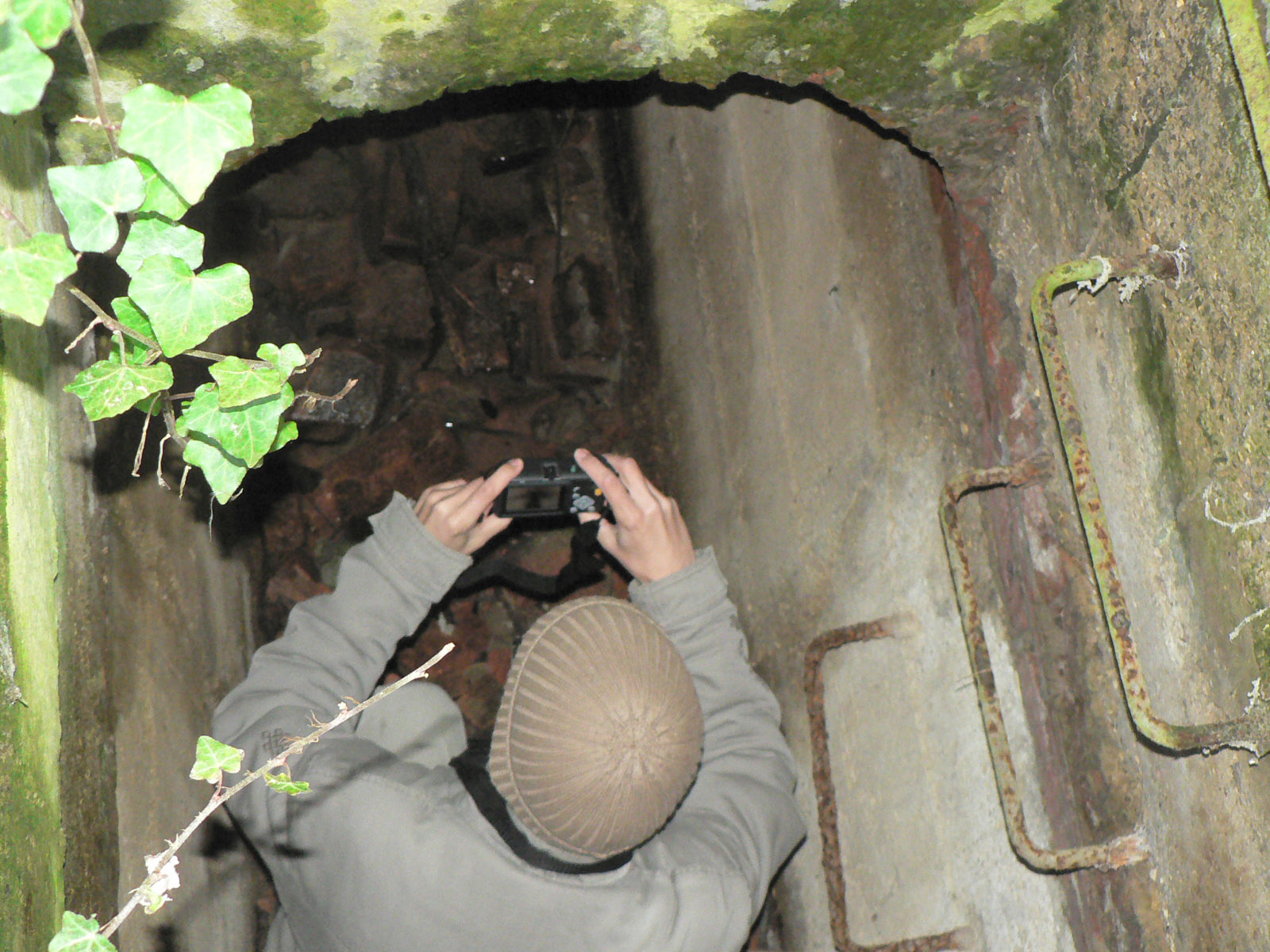
Fotózás a forrás alagútjában
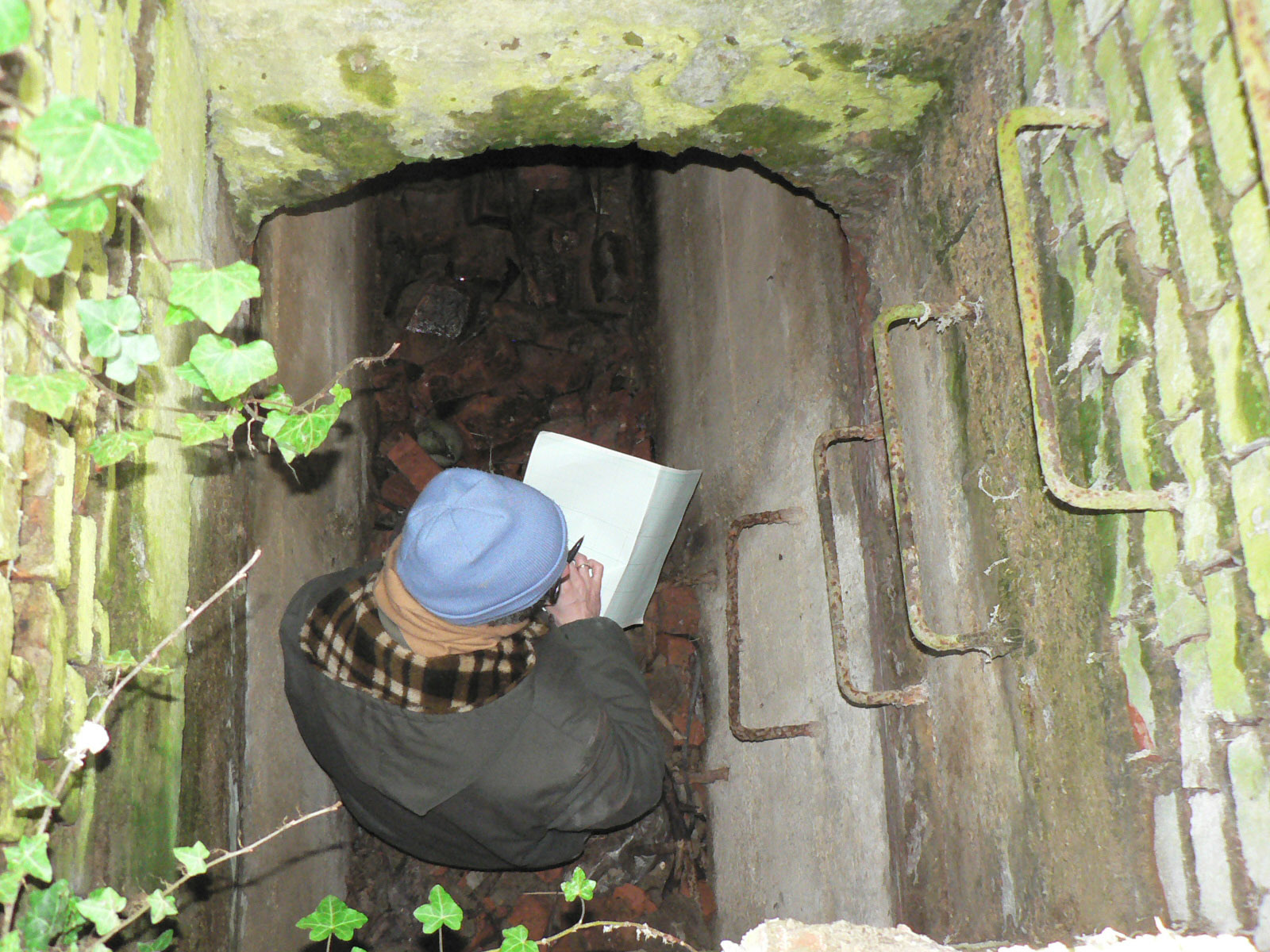
Régész vizsgálódik a mélyben
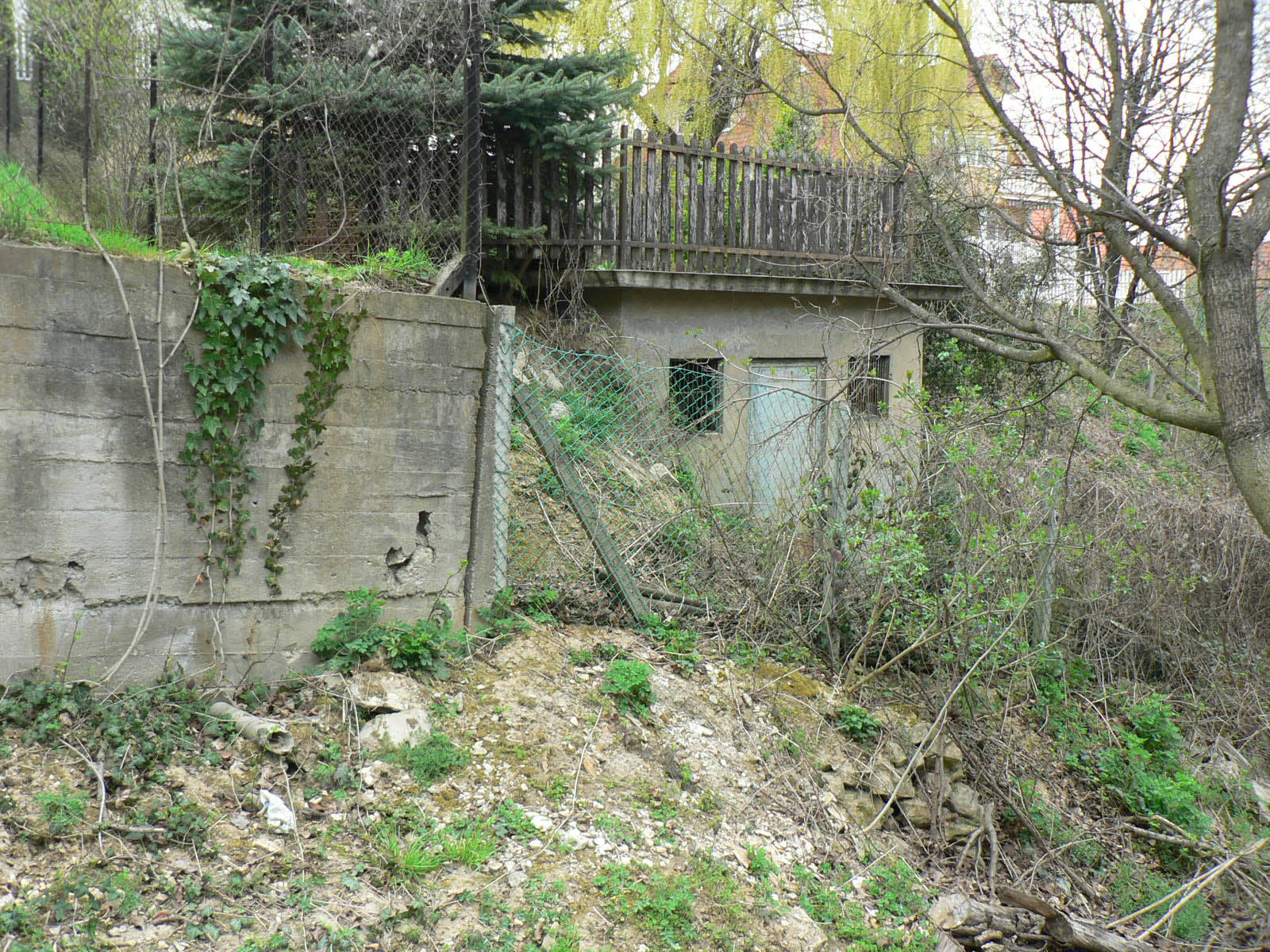
A kezelőépület kicsit távolabbról
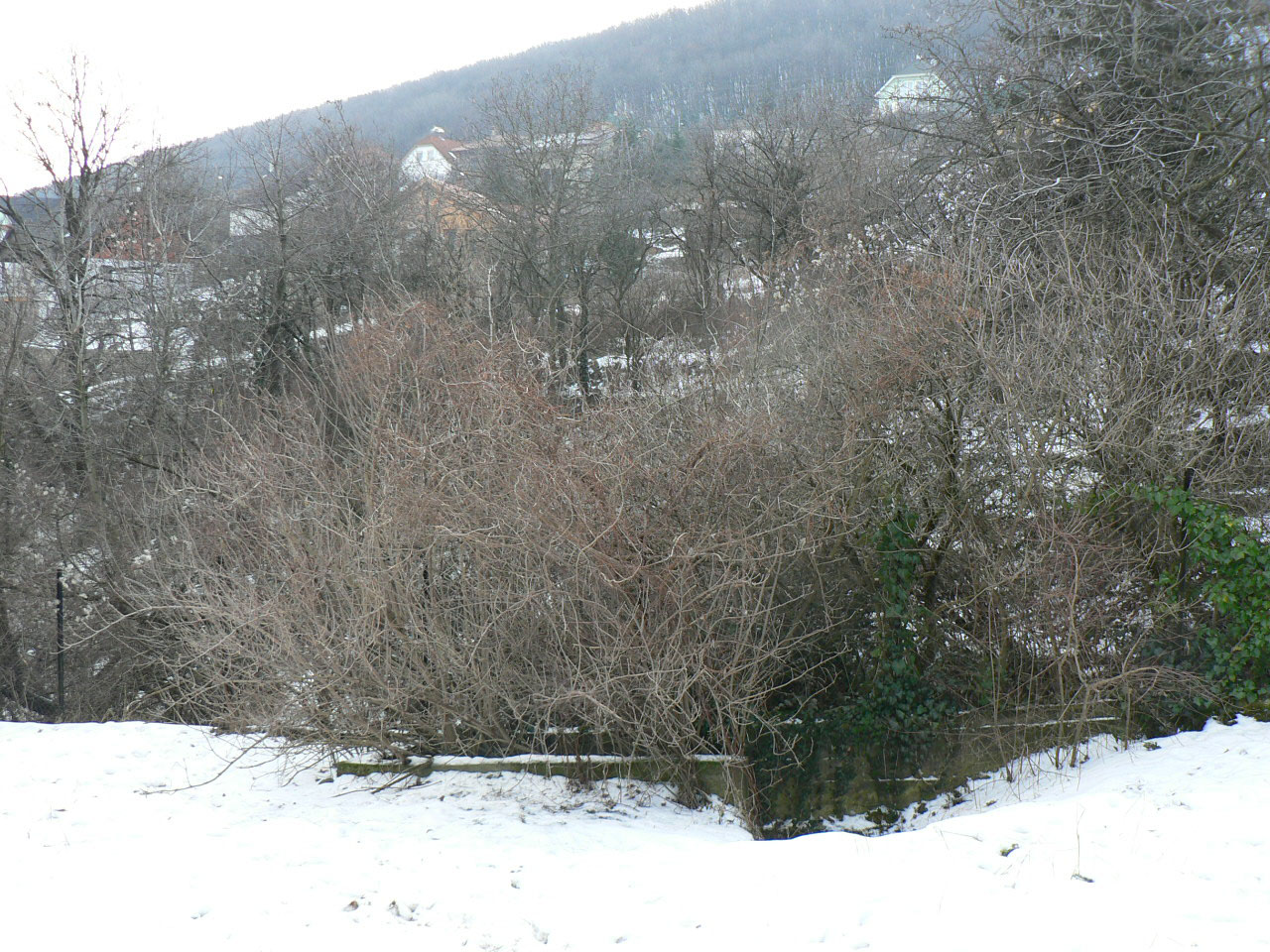
A környék távlati képe (a forrás helye a völgyben, a kép jobb széle közelében van)
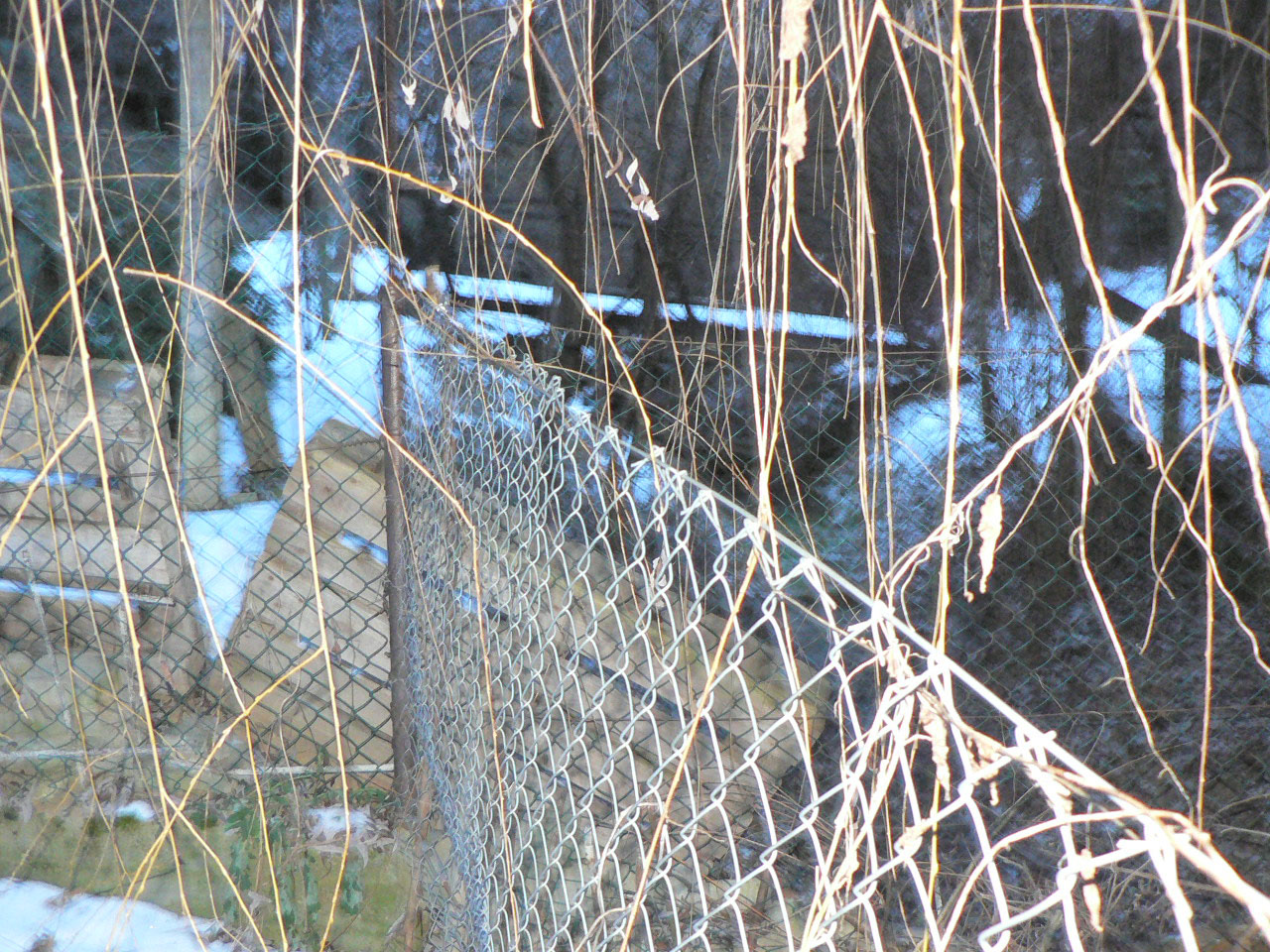
Elkerítések miatt csak néhány méteren át lehet követni a patak útvonalát
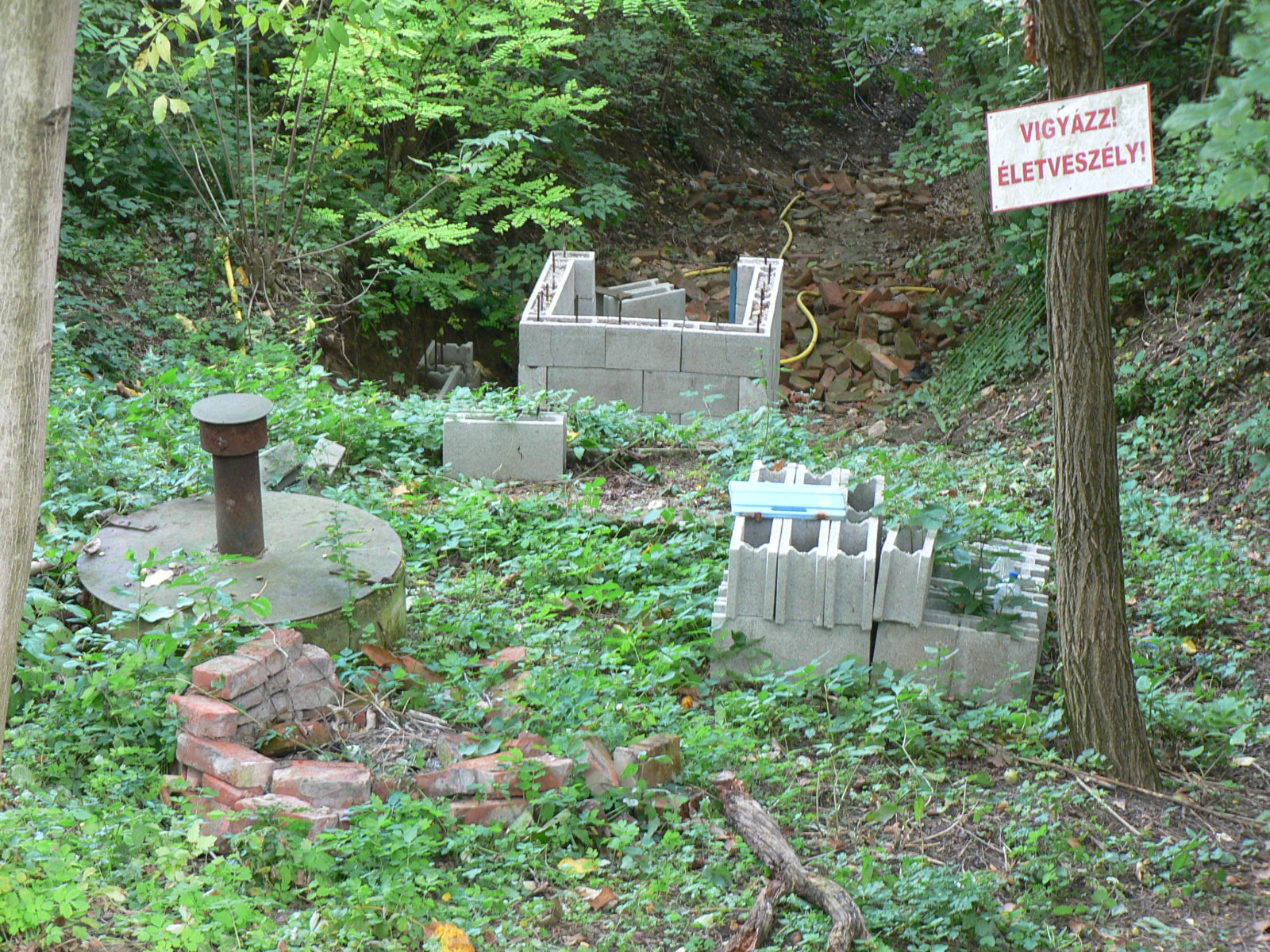
A forrásház 2013-as átépítése
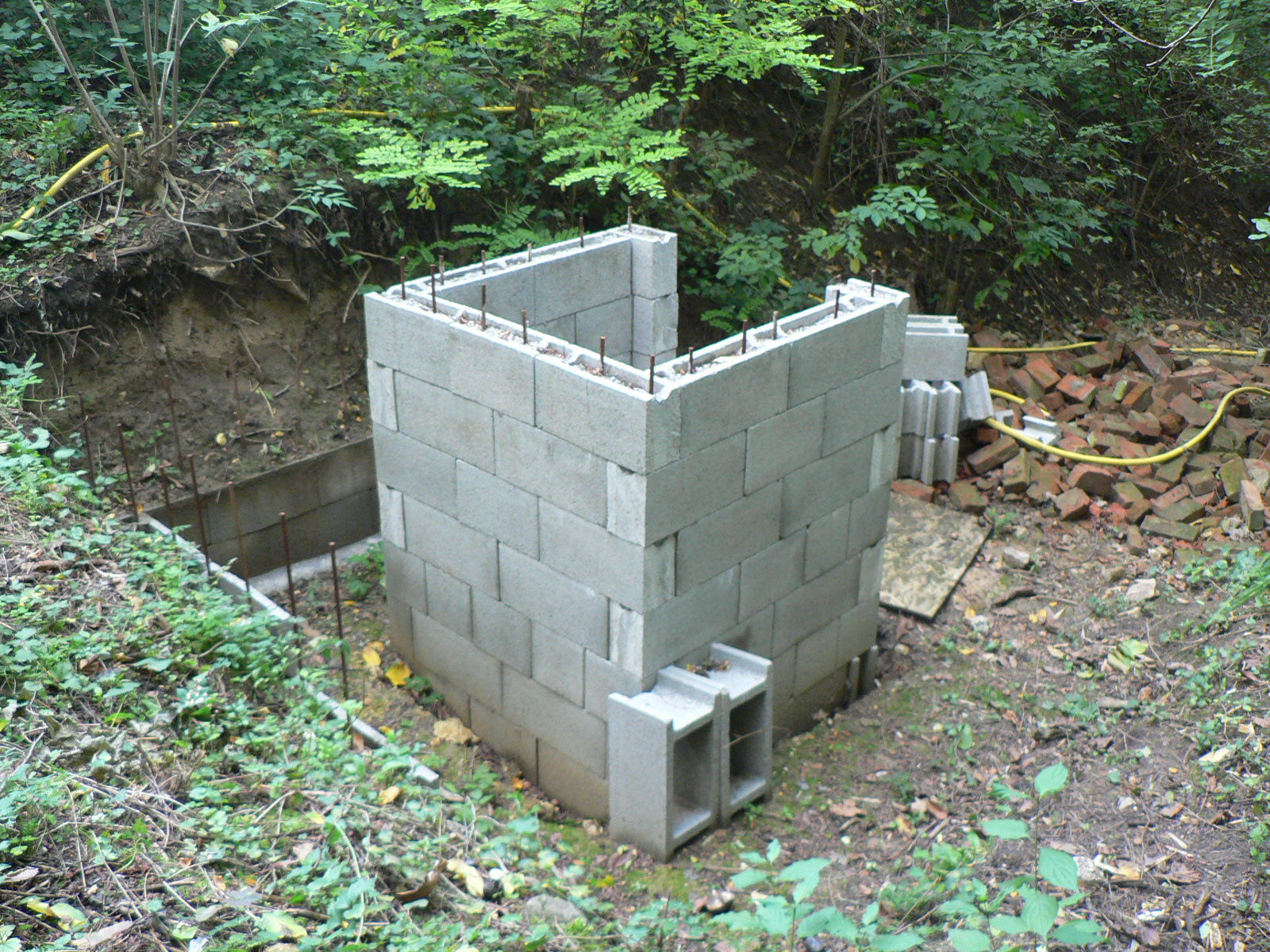
Átépítés alatt a forrásház
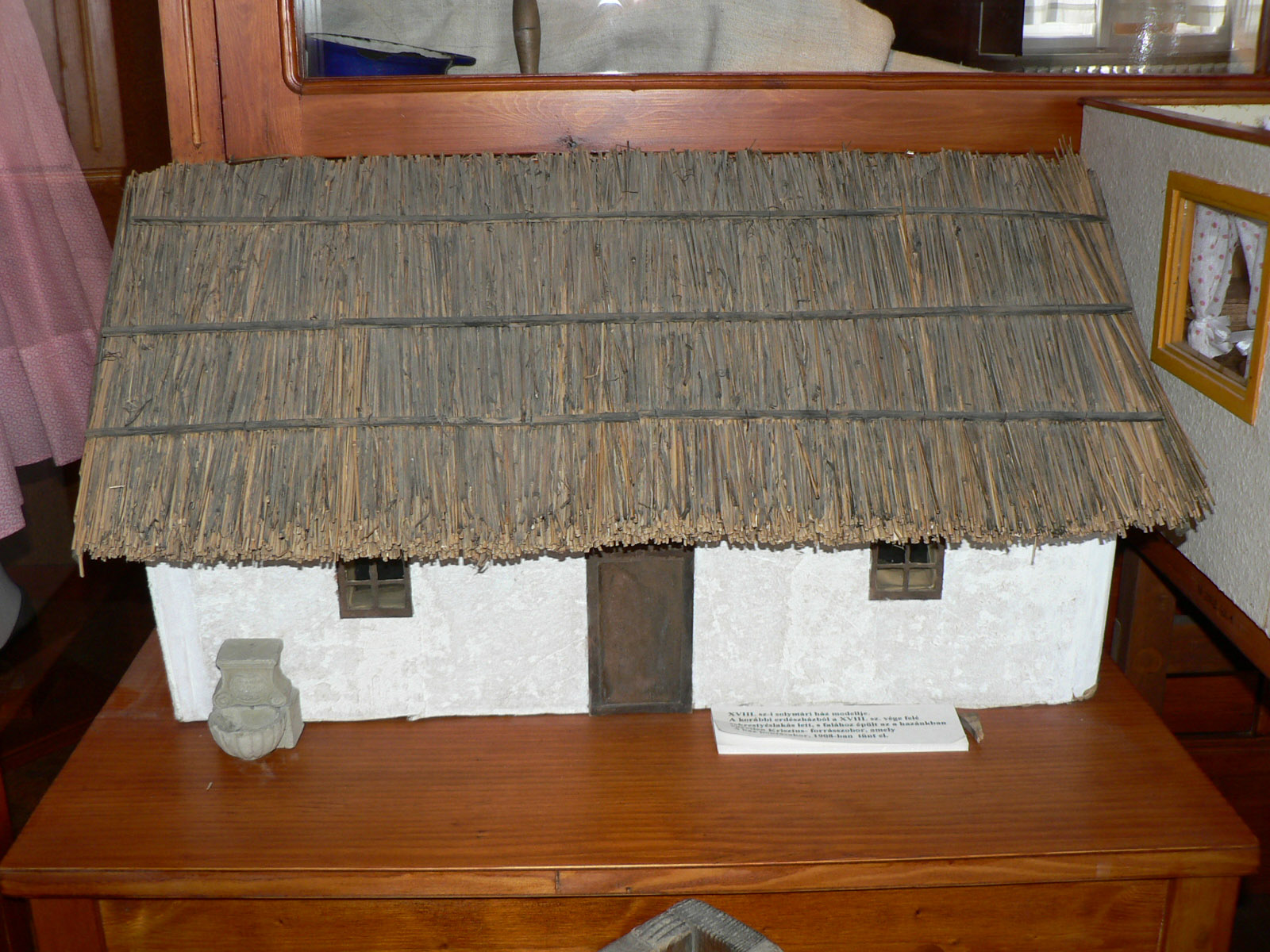
Az egykori solymári harangozóház makettje a forrásból idevezetett víz kútjával, a Dr. Jablonkay István Helytörténeti Gyűjteményben
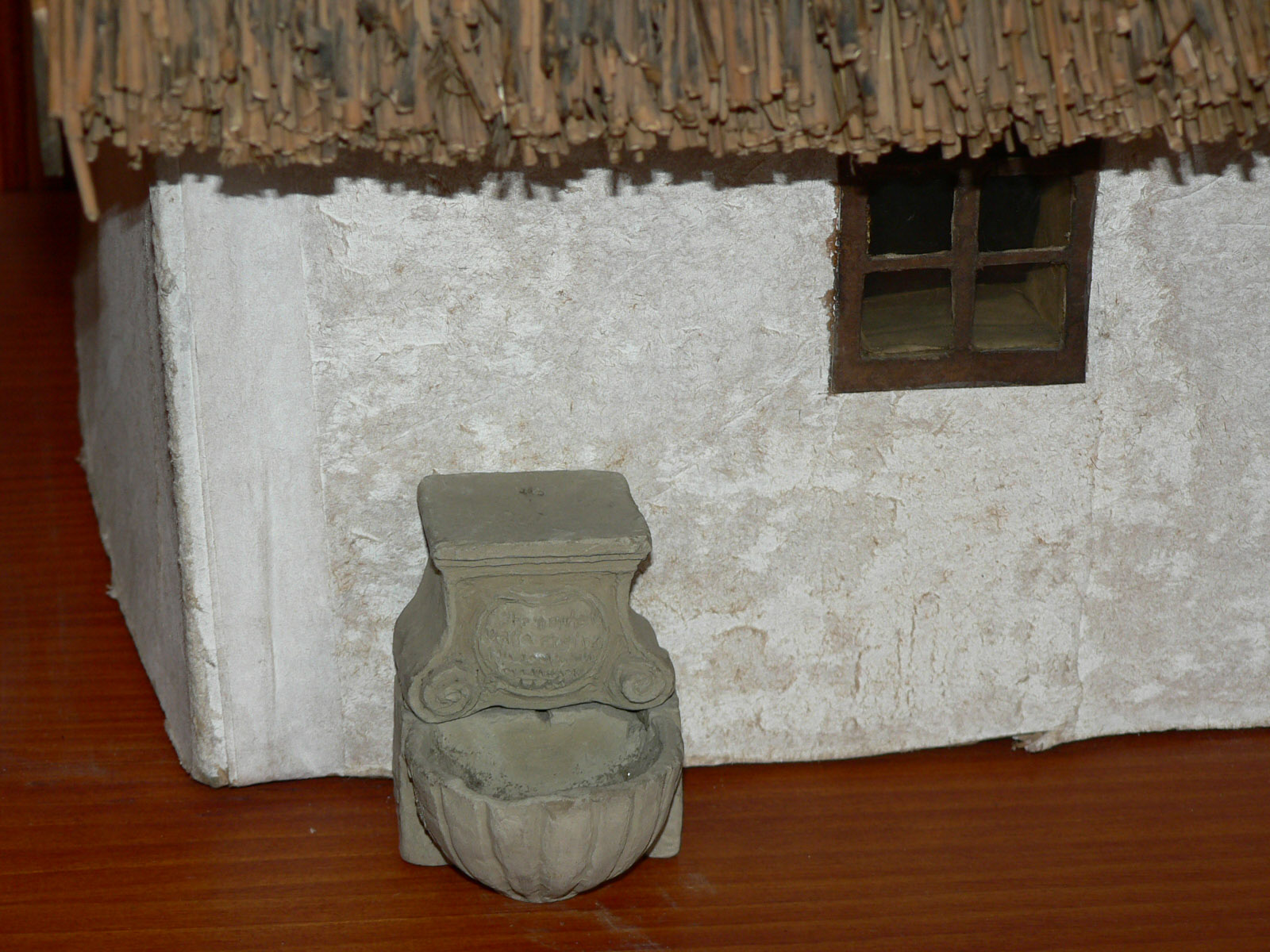
Az előbbi forráskút makettje közelebbről (a Krisztus-szobor nélkül)